# Boissy-le-Châtel
Boissy-la-Châtel ist eine französische Gemeinde mit 3313 Einwohnern (Stand: 1. Januar 2022) im Département Seine-et-Marne in der Region Île-de-France. Sie gehört zum Arrondissement Meaux und zum Kanton Coulommiers.
Die Einwohner werden Buccéens genannt.

## Geographie
Boissy-la-Châtel liegt in der historischen Region Brie am Fluss Grand Morin.

### Nachbargemeinden
Umgeben ist Boissy-la-Châtel von den Gemeinden Saint-Germain-sous-Doue im Norden, Saint-Denis-lès-Rebais im Nordosten, Chauffry im Osten, Chailly-en-Brie im Süden, Coulommiers im Westen sowie Aulnoy im Nordwesten.

## Bevölkerungsentwicklung
| Jahr      | 1962 | 1968 | 1975 | 1982 | 1990 | 1999 | 2006 | 2011 |
| Einwohner | 1271 | 1284 | 1393 | 1725 | 2366 | 2661 | 3014 | 3110 |

## Sehenswürdigkeiten
- Kirche Saint-Sulpice aus dem 13. Jahrhundert

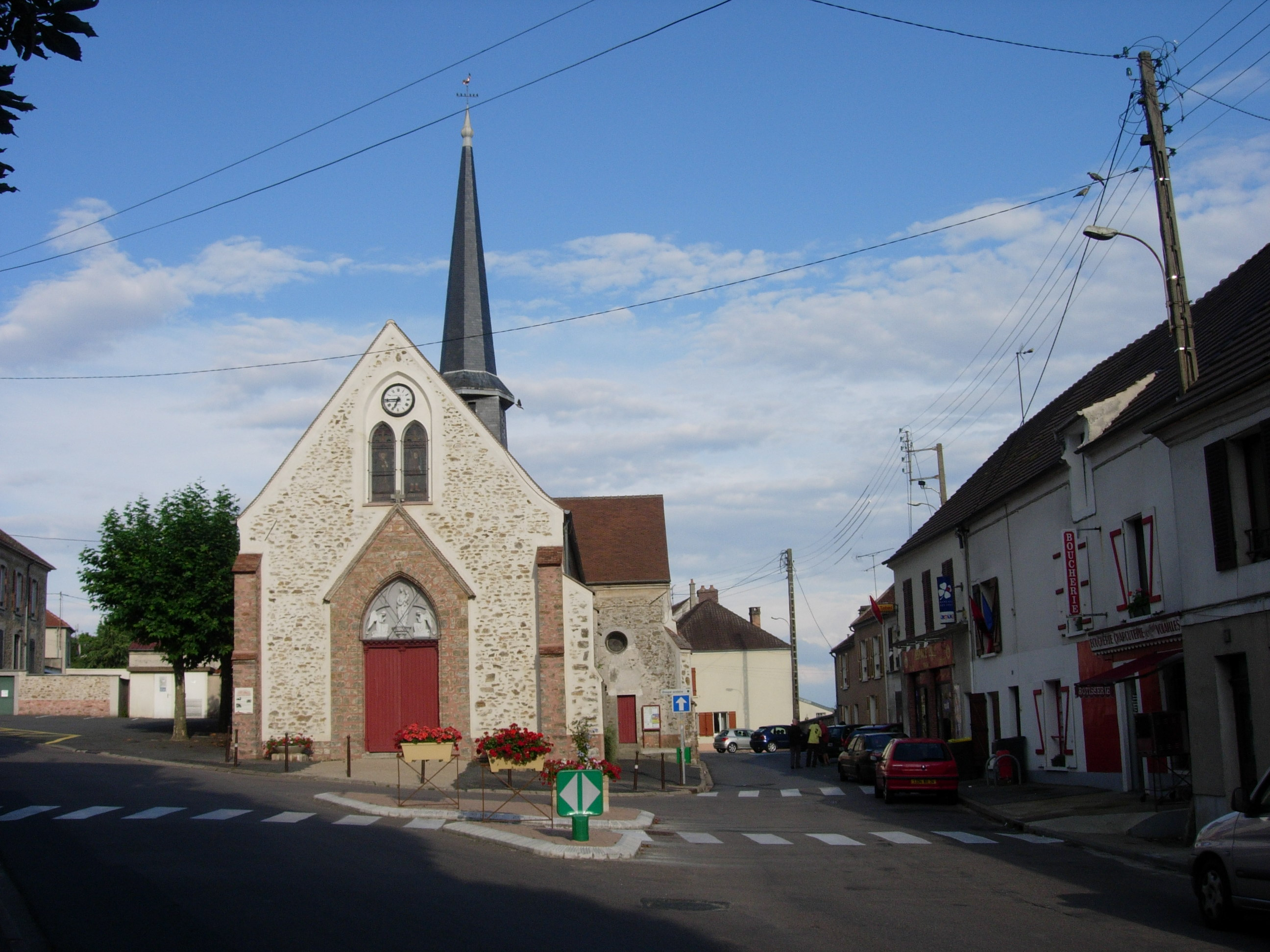
Kirche Saint-Sulpice